# José María Fernández Unsáin
José María Fernández Unsain (Rafaela, Provincia de Santa Fe, 10 de agosto de 1918-Ciudad de México, 18 de junio de 1997) fue un director, dramaturgo, poeta y guionista argentinomexicano. 

## Primeros años en Argentina
Desde muy pequeño recibió la influencia de la literatura –su padre que era periodista tenía una biblioteca de 10 mil volúmenes- , a los tres años sabía leer y a los 12 escribió su primer poema. Su madre, Isabel Unsain, era hermana del iuslaboralista Alejandro Unsain. Hizo sus estudios secundarios en el Colegio Nacional de Paraná y por esos mismos días publicó poesías en diarios y revistas de Entre Ríos y Santa Fe, tales como La Mañana de Entre Ríos, que llegó a dirigir; El Diario; La Voz de Entre Ríos, donde fue secretario de redacción,  y El Demócrata Nacional. Sus composiciones de esa primera época fueron recogidas en Cristal de Juventud (Paraná, 1935) y con Canto a la Argentina obtuvo el premio Máximo donado por el gobernador Eduardo Tibiletti y el primer premio “Prof. María Mileski de César”. Hacia 1938 preparaba Amor Huido, que nunca fue publicado.
Se difundió su nombre con Este es el campo, integrado de 19 sonetos, dedicados al gaucho y la pampa argentina (Santa Fe, 1942) con grabados de Planas Casas.
En 1942 se trasladó a Buenos Aires para ejercer el periodismo escrito y radial y se vinculó sucesivamente con la publicación de orientación nacionalista Choque que dirigía Luis M. Lisardo Zía los diarios Cabildo y Tribuna, ambos propiedad de Manuel Fresco y dirigidos por Lautaro Durañona y Vedia al mismo tiempo que militaba en el nacionalismo. En 1944 fue reconocido por el Ministerio de Educación argentino como el mejor poeta del país y recibió en 1946 el Premio de Poesía Martín Fierro, al mejor poeta de Latinoamérica y en las elecciones de febrero de 1946 fue candidato a diputado nacional en la lista de la Alianza Libertadora Nacionalista , pero no fue elegido. Por esa época escribió Sur y Norte de América en la confrontación con la intervención de S.Braden.
En el campo de la dramaturgia escribió La muerte se está poniendo vieja, estrenada en octubre de 1946 en Teatro Argentino de La Plata, bien recibida por la crítica y galardonada como la mejor de 1948 y en 1950. Siguieron las obras Pesadilla, estrenada a principios de 1955 protagonizada por Amelia Bence, su pareja de ese momento, Acuéstate amor mío, La Jaula y Dos basuras. Por otra parte en 1949 creó con César Jaimes el Teatro obrero de la CGT, dirigió teatro y condujo la Compañía Argentina de Comedias, con Zoe Ducós y Fernando Siro en la cabeza. Fernández Unsáin recibió el premio de Teatro de la Ciudad de Buenos Aires. Durante el gobierno de Juan Domingo Perón se desempeñó como secretario de Eva Perón y fue director del Teatro Nacional Cervantes, Presidente de la Comisión de Cultura y director general de la Secretaría de Cultura. También escribió guiones cinematográficos entre los que se cuentan los de Una viuda casi alegre (1950), Alfonsina (1957) sobre la vida de la poetisa Alfonsina Storni y La sombra de Safo (1957).

## Emigración a México
En 1958 emigró a México y siguió escribiendo guiones. Sus primeros trabajos fueron en colaboración con Alfredo Varela "Varelita", entre los cuales se cuentan Sed de amor, que dirigió Alfonso Corona Blake en 1958); De tal palo tal astilla, dirigida por Miguel M. Delgado en 1959); Ladrón que roba a ladrón que dirigió Jaime Salvador en 1959) y La nave de los monstruos y La diligencia de la muerte, ambas dirigidas por Rogelio A. González en 1959 y así llegó a los 243 guiones de películas mexicanas.
En 1977 preparó, como réplica a la obra musical Evita una película sobre Eva Perón, en 1980 escribió un cancionero de Eva Perón que no llegó a publicarse. En el campo de la poesía, que era su género preferido, publicó El libro del mucho amor en 1997.

## Labor gremial
Desde su fundación en 1968 dirigió la Sociedad General de Escritores Cinematográficos de Radio y Televisión de México, que en 1973 se convirtió en la Sociedad General de Escritores de México (SOGEM) y continuó haciéndolo hasta su fallecimiento. También fundó la Escuela para Escritores (patrocinada por SOGEM), entre 1980 y 1984, Fernández Unsaín estuvo a cargo del Consejo Mundial de Autores de Radio y Televisión y además, en dos oportunidades presidió el Consejo Panamericano de Sociedades de Autores y Compositores.
Luchó afanosamente para proteger a los escritores nacionales respecto de sus derechos de autor, así como por un pago digno e incluso lo hizo fuera de ese país participando en las propuestas de leyes de Derechos de Autor de Colombia, Bolivia, Ecuador y Panamá. Uno de sus logros fue obtener que se restableciera la exención de impuestos al gremio.
En 1988 el gobierno mexicano le concedió la condecoración de Águila Azteca, que se otorga a los extranjeros más distinguidos y en 1989 recibió el Gran Premio Especial otorgado por la Agrupación de Periodistas Teatrales (APT).
Fue titular de la productora cinematográfica Artistas Asociados Mexicanos, que produjo entre otros filmes, Los días del amor dirigido por Alberto Isaac en 1971.
Se dijo de Fernández Unsáin que «como dirigente de escritores, como hombre que aglutinó prácticamente a la totalidad de escritores para defender los derechos de autor y para darnos una dignidad que no teníamos, esa fue la tarea fundamental de José María»

## Filmografía
Guionista
- Con amor de muerte (1974)
- Pobre niño rico  (1974)
- Adorables mujercitas  (1974)
- El secuestro  (1974)
- El juego de la guitarra  (1973)
- Los enamorados  (1972)
- La pequeña señora de Pérez  (1972)
- La noche violenta  (1970)
- Fallaste corazón  (1970)
- Las chicas malas del padre Méndez  (1970)
- Tres noches de locura  (1970)
- Confesiones de una adolescente  (1970)
- La guerra de las monjas  (1970)
- Las bestias jóvenes  (1970)
- Crónica de un cobarde  (1970)
- El jibarito Rafael  (1969)
- Al fin a solas  (1969)
- Romance sobre ruedas  (1969)
- El hijo pródigo  (1969)
- Alerta, alta tensión  (1969)
- Ensayo de una noche de bodas  (1968)
- Un largo viaje hacia la muerte  (1968)
- Dr. Satán y la magia negra  (1968)
- Los adolescentes  (1968)
- El pistolero desconocido (El comandante Tijerina)  (1967)
- El mundo loco de los jóvenes  (1967)
- Arrullo de Dios  (1967)
- El silencioso  (1967)
- Qué hombre tan sin embargo  (1967)
- Adiós, cuñado  (1967)
- Doctor Satán  (1966)
- El Rata  (1966)
- Los malvados  (1966)
- Fiebre de juventud  (1966)
- Que haremos con papá?   (1966)
- Los gavilanes negros  (1966)
- Los tres pecados (1966)
- La Valentina  (1966)
- El tragabalas  (1966)
- El escuadrón del pánico  (1966)
- Especialista en chamacas  (1965)
- Amor de adolescente  (1965)
- Aventura al centro de la tierra  (1965)
- El tigre de Guanajuato: Leyenda de venganza  (1965)
- El rifle implacable  (1965)
- Los tales por cuales  (1965)
- El pecador  (1965)
- El padre Diablo  (1965)
- El amor no es pecado (El cielo de los pobres)   (1965)
- Un hombre en la trampa  (1965)
- El bracero del año  (1964)
- Napoleoncito  (1964)
- La juventud se impone  (1964)
- He matado a un hombre  (1964)
- Campeón del barrio (Su última canción) (1964)
- Los fenómenos del fútbol  (1964)
- Héroe a la fuerza  (1964)
- Historia de un canalla  (1964)
- Mi alma por un amor  (1964)
- Museo del horror  (1964)
- Canción del alma  (1964)
- La sombra de los hijos  (1964)
- La edad de la violencia  (1964)
- Las chivas rayadas  (1964)
- Vivir de sueños  (1964)
- Los hermanos Muerte  (1964)
- Torero por un día  (1963)
- División narcóticos  (1963)
- Un tipo a todo dar  (1963)
- El rey del tomate  (1963)
- Corazón de niño  (1963)
- El tesoro del rey Salomón  (1963)
- El señor Tormenta  (1963)
- Un par de sinvergüenzas  (1963) )
- Vuelven los cinco halcones  (1962)
- Camino de la horca  (1962)
- Si yo fuera millonario  (1962)
- El extra  (1962)
- El asesino enmascarado  (1962)
- El rey de la pistola  (1962)
- Cazadores de asesinos  (1962)
- Pilotos de la muerte  (1962)
- Estoy casado, ja, ja  (1962)
- Los cinco halcones  (1962)
- Asesinos de la lucha libre  (1962)
- Jóvenes y rebeldes  (1961)
- Se alquila marido  (1961)
- Escuela de valientes  (1961)
- La marca del muerto  (1961)
- Casi casados  (1961)
- Locura de terror  (1961)
- La chamaca  (1961)
- En cada feria un amor  (1961)
- El padre Pistolas  (1961)
- Amorcito corazón  (1961)
- Vacaciones en Acapulco  (1961)
- El gato  (1961)
- La diligencia de la muerte  (1961)
- El conquistador de la Luna  (1960)
- Los fanfarrones  (1960)
- Los resbalosos  (1960)
- De tal palo tal astilla  (1960)
- Ladrón que roba a ladrón  (1960)
- Calibre 44  (1960)
- La nave de los monstruos  (1960)
- Verano violento  (1960)
- Sed de amor  (1959)
- Sábado negro  (1959)
- Alto Paraná  (1958)
- Dos basuras  (1958)
- La sombra de Safo  (1957)
- Alfonsina  (1957)
- El gaucho y el diablo  (1952)
- El baldío  (1952)
- Río Turbio  (1952)
- Tierra extraña  (1951)
- Una viuda casi alegre  (1950)

## Director
- La vida difícil de una mujer fácil  (1979)
- La loca de los milagros  (1975)
- Cristo te ama  (1975)
- Con amor de muerte  (1974)
- Pobre niño rico  (1974)
- El secuestro  (1974)
- El juego de la guitarra  (1973)
- Los enamorados  (1972)
- Intimidades de una secretaria  (1971)
- La noche violenta  (1970)
- Fallaste corazón  (1970)
- Las chicas malas del padre Méndez  (1970)
- Tres noches de locura  (1970)
- La guerra de las monjas  (1970)
- Las bestias jóvenes  (1970)
- Crónica de un cobarde  (1970)
- Romance sobre ruedas  (1969)
- Ensayo de una noche de bodas  (1968)
- Un largo viaje hacia la muerte  (1968)
- El mundo loco de los jóvenes  (1967)

## Productor
- El juego de la guitarra (1973)
- La noche violenta (1970)

## Actor
- La noche violenta (1970)